# 欽明路駅
欽明路駅（きんめいじえき）は、山口県岩国市玖珂町（くがまち）中野口にある、西日本旅客鉄道（JR西日本）岩徳線の駅。

## 歴史
- 1990年（平成2年）9月27日：岩徳線の柱野駅 - 玖珂駅間に新設開業[1][2]。岩徳線の駅では最も遅い開業（JR発足後では唯一の新設）である。地元の新駅設置期成同盟会が総工費2500万円を全額負担して建設された請願駅である[2]。
  - 当時の所在地表示は山口県玖珂郡玖珂町（くがちょう）中野口であった。
- 2006年（平成18年）3月20日：岩国市（第2次）成立に伴い、所在地表示が現行のものになる。

## 駅構造
徳山方面に向かって右側に幅2m・有効長117mの単式ホーム1面1線を有する地上駅（停留所）で、盛土上にホームがある。開業以来無人駅で駅舎は無く待合室があるのみで、直接ホームに入る形になっている。岩国駅管理。

## 利用状況
1日の平均乗車人員は以下の通りである。
| 乗車人員推移 | 乗車人員推移 |
| 年度         | 1日平均人数  |
| ------------ | ------------ |
| 1999         | 63           |
| 2000         | 58           |
| 2001         | 61           |
| 2002         | 87           |
| 2003         | 81           |
| 2004         | 82           |
| 2005         | 77           |
| 2006         | 77           |
| 2007         | 77           |
| 2008         | 71           |
| 2009         | 64           |
| 2010         | 66           |
| 2011         | 59           |
| 2012         | 62           |
| 2013         | 57           |
| 2014         | 53           |
| 2015         | 57           |
| 2016         | 49           |
| 2017         | 55           |
| 2018         | 45           |
| 2019         | 43           |
| 2020         | 26           |
| 2021         | 32           |
| 2022         | 32           |

## 駅周辺

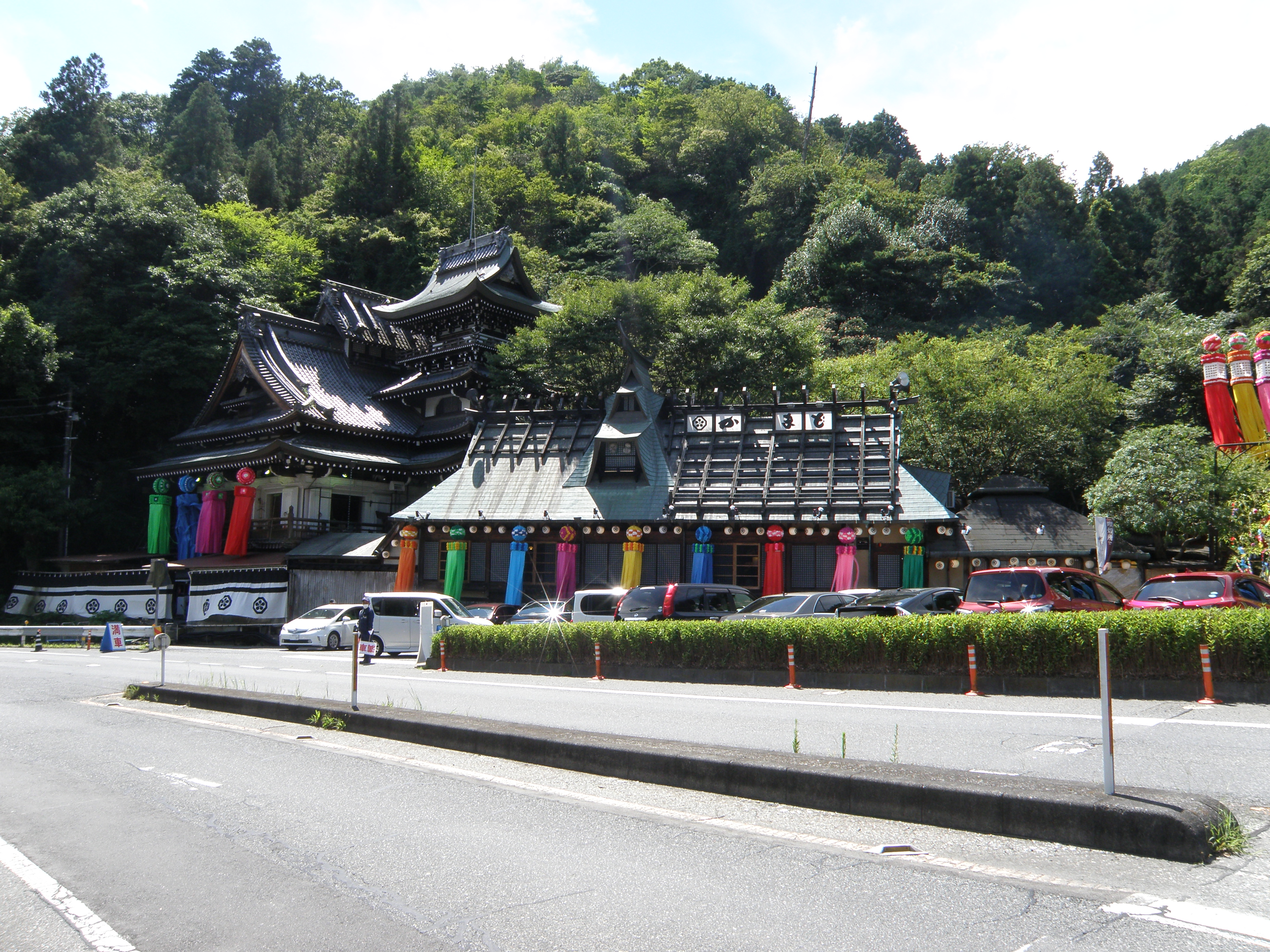
いろり山賊玖珂店

- 玖珂東部コミュニティセンター - 玖珂小学校中野口分校跡（1972年廃校[4]）に設けられたコミュニティセンター[4]
- いろり山賊 玖珂店 - 「山賊」をコンセプトとしたレストラン
- 山陽自動車道玖珂PA
- 国道2号
- 山口県道15号岩国玖珂線
- 山口県道136号上久原藤生停車場線
- 岩国市生活交通バス「欽明路駅前」停留所 - 山口県道136号線沿い
- 笹見川

## 隣の駅
西日本旅客鉄道（JR西日本）
■岩徳線
柱野駅 - 欽明路駅 - 玖珂駅